# Casties-Labrande
Casties-Labrande (okzitanisch Castia de la Branda) ist eine französische Gemeinde mit 95 Einwohnern (Stand 1. Januar 2022) im Département Haute-Garonne und der Region Okzitanien (vor 2016 Midi-Pyrénées). Sie gehört zum  Kanton Cazères. Die Bewohner werden Castandois genannt.

## Geographie
Casties-Labrande liegt etwa 57 Kilometer südwestlich von Toulouse. Der Touch bildet die nördliche Gemeindegrenze. Umgeben wird Casties-Labrande von den Nachbargemeinden Cazac im Nordwesten und Norden, Sénarens im Norden, Saint-Araille im Norden und Nordosten, Pouy-de-Touges im Osten, Castelnau-Picampeau im Süden, Lussan-Adeilhac im Südwesten, Polastron im Westen sowie Labastide-Paumès im Nordwesten.

## Bevölkerungsentwicklung
| Jahr                       | 1962 | 1968 | 1975 | 1982 | 1990 | 1999 | 2006 | 2013 | 2020 |
| Einwohner                  | 116  | 114  | 103  | 92   | 86   | 97   | 97   | 122  | 107  |
| Quellen: Cassini und INSEE |      |      |      |      |      |      |      |      |      |

## Sehenswürdigkeiten
- Kirche Saints-Clair-et-Prim
- Schloss Labrande